# Gmina miejska Vračar
Gmina miejska Vračar (serb. Gradska opština Vračar / Градска општина Врачар) – gmina miejska w Serbii, w mieście Belgrad. Stanowi centralną dzielnicę Belgradu. W 2018 roku liczyła 57 607 mieszkańców.
We Vračarze znajduje się Cerkiew Św. Sawy, jeden z najbardziej znanych zabytków miasta.

## Religia
Udział poszczególnych wyznań w populacji Vračar (według Spisu Powszechnego w 2011 r.):
- prawosławie – 83,3%
- nieokreśleni – 7,9%
- ateizm – 5,6%
- katolicyzm – 1,0%
- islam – 0,8%
- agnostycyzm – 0,4%
- protestantyzm – 0,2%